# Una noia torna a casa sola de nit
Una noia torna a casa sola de nit (títol original en anglès, A Girl Walks Home Alone at Night, persa: دختری در شب تنها به خانه می‌رود Dokhtari dar šab tanhâ be xâne miravad) és una pel·lícula de terror western estatunidenca del 2014 en persa escrita i dirigida per Ana Lily Amirpour. Promoguda com "El primer western de vampirs iranià", és protagonitzat per Sheila Vand, Arash Marandi, Mozhan Marnò, Marshall Manesh , i Dominic Rains. Va ser finançat en part per una campanya de crowdfunding a Indiegogo. Ha estat subtitulada al català.
Una noia torna a casa sola de nit té lloc a "la ciutat fantasma iraniana Bad City" i representa les accions d'"un vampir solitari". Va ser rodada a Taft (Califòrnia), en blanc i negre. Va ser escollida per mostrar-se al programa "Next" del Festival de Cinema de Sundande de 2014.

## Argument
Un jove iranià treballador anomenat Arash viu amb el seu pare, Hossein, addicte a l'heroïna, i en té cura. Són assetjats per un traficant de drogues proxeneta despietat, anomenat Saeed, que pren el preuat cotxe del jove a canvi dels diners que el pare li deu. En un crim d'oportunitat, Arash roba un parell d'arracades de diamants a la jove rica per a qui treballa, Shaydah.
Saeed es troba amb una jove estranya amb xador a la nit. Ella convenç en Saeed perquè la porti de tornada al seu apartament. Mentre està allà, li creixen llargs ullals i primer li mossega el dit, després va a buscar-li el coll, matant-lo. Quan se'n va, passa per Arash, que ha vingut a oferir les arracades per al seu cotxe. Troba en Saeed mort i li recupera les claus del cotxe juntament amb una maleta de drogues i diners en efectiu. Arash decideix vendre les drogues, cosa que li permet deixar la seva feina treballant per a Shaydah. Més tard, va a una festa de disfresses en una discoteca disfressat de Dràcula, on Shaydah el convenç perquè prengui una de les píndoles d'èxtasi que està venent. Sota la influència, es desorienta, i s'acaba perdut de nit al carrer.
La dona amb el xador es passa el temps escoltant música sola al seu apartament, fent skateboarding, o embolicant els vianants de nit, fins que es troba amb l'Arash perdut. Ell mostra vulnerabilitat i compassió, i ella el porta a casa seva, on escolten música, i ella resisteix el seu coll exposat. Es troben la nit següent, i ella diu que ell no sap les coses terribles que ha fet. Ell no es desconcerta, li dóna les arracades i, a petició d'ella, li perfora les orelles amb un pasador de seguretat, però finalment se'n va.
Atti, una prostituta que treballava per a Saeed, és seguida de nit per la dona, i es retiren a l'apartament de la prostituta. La dona li dóna a Atti el pagament que Saeed li devia. Tenen una conversa durant la qual la dona s'adona que Atti ja no recorda què és desitjar. Se'n va.
Hossein, que pateix síndrome d’abstinència, té un episodi on creu que el gat d'Arash és la seva dona morta. Enfurismat pel seu pare, Arash li dóna drogues i diners i el fa fora, dient-li que porti el gat amb ell. Hossein va a Atti i l'obliga a portar heroïna amb ell. Els troba la dona, que mata Hossein. Després que Atti l'ajudi a desfer-se del cos d'Hossein, li diu a la dona que agafi el gat i se'n vagi.
L'endemà al matí, Arash descobreix el cos d'Hossein. Afligit, corre cap a l'apartament de la dona i li suplica que fugi amb ell. Mentre està recollint les seves coses, apareix el gat i Arash s'adona que ella va tenir alguna cosa a veure amb la mort del seu pare. Arash i la dona marxen junts, però ell se’n va al costat de la carretera, enfadat i sense saber què fer. Finalment torna al cotxe i els dos continuen el seu viatge.

## Repartiment
- Sheila Vand com a La noia
- Arash Marandi com a Arash
- Mozhan Marnò com Atti
- Marshall Manesh com a Hossein
- Dominic Rains com a Saeed
- Milad Eghbali com l'eriçó del carrer
- Rome Shadanloo com Shaydah
- Masuka com el gat[5]

## Temes
La directora Ana Lily Amirpour, pel que fa a la mitologia del vampir, ha afirmat que: "Un vampir són tantes coses: un assassí en sèrie, un romàntic, un historiador, un addicte a les drogues; són una mena de totes aquestes coses en una." La pel·lícula examina aquestes facetes d'un vampir descrites per Amirpour de diverses maneres.
La protagonista de la pel·lícula, La Noia, és una mena d’antiheroi vigilant amb gust pels homes dolents. Com a vampir, és capaç de vagar pels carrers de nit sense preocupar-se per la seva seguretat, subvertint les implicacions del títol de la pel·lícula. Ella és l'autor, no la víctima, i posseeix una agència i un poder que normalment no estarien reservats per a ella en un entorn com Bad City. D'aquesta manera, la pel·lícula té tendències feministes.
Rockabilly, un personatge de rerefons menor que canvia el gènere que existeix als marges de Bad City durant tota la durada de la pel·lícula, actua com un observador silenciós dels esdeveniments que l'envolten. La directoar Amirpour afirma: "Si hi ha una cosa política [a la pel·lícula], no és el xador, és Rockabilly, perquè no està bé ser gai a l'Iran."

## Producció
Un primer curtmetratge amb el mateix títol d'Amirpour es va projectar a festivals i va guanyar el premi al millor curtmetratge al Noor Iranian Film Festival.
El juliol de 2012 es va llançar una campanya d'Indiegogo per finançar la versió en llargmetratge de la pel·lícula. El 27 d'agost de 2012, es va superar l'objectiu de la campanya de 55.000 dòlars. El projecte va acabar amb una suma total de 56.903 dòlars recaptats per 290 patrocinadors.
Una noia torna a casa sola de nit es va rodar al llarg de vint-i-quatre dies, a la ciutat de Taft al Comtat de Kern al Sud de Califòrnia. Això va permetre que Amirpour no es veiés limitada per les restriccions de rodatge a l'Iran, que inclouen haver d'obtenir un permís de rodatge i fer front a la censura de contingut, com ara la prohibició de gairebé totes les representacions d'amor romàntic físic.
La pel·lícula es va estrenar al Festival de Cinema de Sundance el 20 de gener de 2014.
En una entrevista a MovieMaker, Amirpour va parlar sobre la seva relació amb el cinema:
| « | La gent em pregunta: "Per què vas fer Una noia torna a casa sola de nit?" La meva resposta és que estava sola, per això. Però fent un pas més enllà, la veritat és que faig pel·lícules per fer amics i trobar una intimitat real; una connexió amb els altres basada en alguna cosa que és significativa per a mi. La gent que fa aquestes pel·lícules amb tu, el teu repartiment i el teu equip, és com si estiguessin en una recerca de visió amb tu. Aquesta és una experiència incomparable. I després, quan la pel·lícula s'acaba i allà fora, la gent que se sent atreta per la teva pel·lícula: el públic, els festivals que l'abracen, altres cineastes, artistes, crítics als quals els agrada el que fas, aquests són els meus amics. I no espero ser amic de tothom. | » |

Amirpour és una skater de tota la vida, i va ser un substitut de les seqüències de patinatge presents a la pel·lícula.

## Estil
La pel·lícula està dirigida i imaginada per Amirpour amb la fotografia de Lyle Vincent. El seu estil està clarament inspirat en Spaghetti Westerns com els de Sergio Leone, amb un antiheroi misteriós i solitari amb una ratxa vigilant. Tanmateix, el gènere es reimagina amb una protagonista femenina, i és una pel·lícula híbrida d'spaghetti western-vampir. Com a pel·lícula de vampirs serveix com a homenatge al seu llegat dels pre-homenatges a la pel·lícula Expressionista alemanya del 1922 Nosferatu. Els ecos de la pel·lícula es veuen en l'elecció del rodatge en blanc i negre, l'ús d'ombres i el diàleg mínim. El diàleg de la pel·lícula està totalment en persa, i la pel·lícula combina elements de la cultura iraniana amb les imatges spaghetti western de vampirs descrites anteriorment.
La pel·lícula es va rodar digitalment amb lents anamòrfiques, que Amirpour i Vincent van seleccionar en un esforç per emfatitzar l'atmosfera desolada i d'un altre món de la pel·lícula.
Amirpour ha afirmat que les novel·les gràfiques són una gran font d'inspiració per a ella. El llenguatge visual de la pel·lícula no és diferent al d'un còmic, amb la seva "estètica monocroma d'alt contrast". A més, Bad City, el lloc fictici on s'ambienta la pel·lícula, potser pot ser un cop d'ullet a Sin City de Frank Miller.
Amirpour ha fet que els seus actors veiessin Nosferatu i molts spaghetti western per preparar els seus papers.
També ha dit que "cada tros de la història, cada personatge, cada disfressa, cada tros de música" és una cosa que "estima fins a l'obsessió".

## Banda sonora
| Núm. | Títol                                | Artista            | Durada |
| ---- | ------------------------------------ | ------------------ | ------ |
| 1.   | «Charkhesh e Pooch»                  | Kiosk              | 2:23   |
| 2.   | «Gelaye»                             | Radio Tehran       | 3:43   |
| 3.   | «Sarcophagus»                        | Federale           | 8:34   |
| 4.   | «Dancing girls»                      | Farah              | 5:35   |
| 5.   | «Bashy»                              | Free Electric Band | 5:14   |
| 6.   | «Black Sunday»                       | Federale           | 3:58   |
| 7.   | «Hishe Ayn Ore (Remember That Day?)» | Bei Ru             | 2:52   |
| 8.   | «Bread Thief»                        | Bei Ru             | 3:00   |
| 9.   | «Death (album version)»              | White Lies         | 5:00   |
| 10.  | «Sisyphus»                           | Federale           | 4:14   |
| 11.  | «Khabnama»                           | Radio Tehran       | 6:33   |
| 12.  | «Thirsty's Return»                   | Federale           | 3:26   |
| 13.  | «Cheshme Man»                        | Dariush            | 4:54   |
| 14.  | «Tatilat»                            | Radio Tehran       | 5:40   |
| 15.  | «Yarom Bia»                          | Kiosk              | 4:31   |
| 16.  | «The Veil»                           | Bei Ru             | 3:52   |
| 17.  | «Tribe»                              | Federale           | 4:25   |

Death Waltz Records va publicar una edició limitada de la banda sonora en vinil i la portada de l'àlbum el gener de 2014.

## Recepció
La pel·lícula va rebre crítiques positives de la crítica. Al lloc web de l'agregador de ressenyes Rotten Tomatoes, la pel·lícula té una puntuació d'aprovació del 96% basada en 134 ressenyes, amb una puntuació mitjana de 8/10. El consens dels crítics del lloc web diu: "Una noia torna a casa sola de nit combina elements convencionals amb alguna cosa genialment original, i serveix com a sorprenent targeta de presentació per l'escriptora i directora Ana Lily Amirpour."
Guy Lodge de Variety va dir a la seva ressenya que "La bona pel·lícula de debut d'Ana Lily Amirpour és un romanç de vampirs astut i ambientat en un inframón imaginari iranià". Andrew O'Hehir de Salon va qualificar la pel·lícula com "el descobriment més gran de l'any" i va elogiar els seus temes feministes. Boyd van Hoeij, a la seva ressenya per a The Hollywood Reporter, va elogiar la pel·lícula, dient que "aquesta pel·lícula malhumorada i preciosa finalment tracta més sobre l'atmosfera i les emocions que la narrativa i no és pitjor per això". Drew Taylor d’ IndieWire va qualificar la pel·lícula A− i va dir que dóna "la impressió que estàs presenciant alguna cosa icònica i important que es desenvolupa davant teu".

## Adaptacions
La pel·lícula va ser adaptada a una sèrie de sis parts de novel·la gràfica publicada per Radco el 2014. La sèrie explora la història de fons de La Noia amb l'art de Michael DeWeese.
El grup belga the Black Heart Rebellion va crear una banda sonora alternativa per a la pel·lícula, la va tocar en directe diverses vegades amb la projecció de la pel·lícula de fons i la va llançar com a àlbum el 2018.

## Premis
Va ser projectada com a part de la secció oficial al XLVII Festival Internacional de Cinema Fantàstic de Catalunya, on va guanyar una menció especial del jurat, el Premi Carnet Jove Fantàstic, el Premi Ciutadà Kane a la direcció revelació i el Gran Premi del Públic.